# Eleanor Dodson
Eleanor Joy Dodson es una investigadora nacida en Australia. Profesora emérita en la Universidad de York y miembro de la Real Sociedad de Londres, ha realizado importantes contribuciones en el desarrollo de programas y herramientas informáticas para la determinación de estructuras de macromoléculas biológicas por cristalografía de rayos X.

## Biografía
Eleanor Dodson, cuyo apellido de soltera es MacPherson, nació en Australia en 1936. Sus padres eran granjeros de origen escocés. Estudió Matemáticas y Filosofía en la Universidad de Melbourne y se graduó en 1958.  Ejerció como docente de matemáticas en la universidad por dos años antes de trasladarse al Reino Unido. En Oxford, respondió a un anuncio de trabajo del laboratorio de Dorothy Hodgkin, que buscaba un asistente técnico. En aquel entonces la técnica de cristalografía de rayos X estaba experimentando un fuerte desarrollo y Hodgkin pensó que Dodson, con sus conocimientos de matemáticas, era la persona ideal para introducir en el grupo los nuevos métodos analíticos para resolver la estructura de moléculas biológicas complejas. Eleanor Dodson se percató de que esta tarea implicaba cálculos complicados más aptos para el uso de ordenadores y empezó a desarrollar programas con este fin, función que acabó convirtiéndose en el foco principal de su carrera.
En 1965 se casó con Guy Dodson, que también trabajaba en el mismo grupo. La pareja, junto con Tom Blundell y  Mamannamana Vijayan formaron parte del equipo que elucidó la estructura de la insulina en 1969, un proyecto en el que Dorothy Hodgkin había estado trabajando desde 1935.  En 1976, Guy Dodson obtuvo una posición en la Universidad de York y consiguió financiación para un puesto a tiempo parcial para su esposa, que siguió dedicándose a la programación científica, compaginando su labor profesional con la educación de sus cuatro hijos, Vicki, Richard, Philip y Tom, nacidos entre 1964 y 1974. En el año 2000, la Universidad de York le concedió una plaza de Profesora y, posteriormente, la nombró Profesora Emérita.

## Actividades científicas
Dodson ha contribuido a notables avances en la biología estructural gracias a sus aportes en la programación de métodos para el análisis de los datos de difracción de rayos X y la transformación de ideas y conceptos teóricos en programas fácilmente utilizables por cualquier investigador. En 1974, fue cofundadora del grupo de trabajo que años más tarde pasaría a conocerse como CCP4 ('Collaborative Computer Project 4'), una cooperativa de laboratorios en el Reino Unido para el desarrollo de programas y estándares en cristalografía que ha llegado a generar ingresos de un millón de libras esterlinas al año en concepto de licencias a empresas privadas en todo el mundo. Dodson también ha realizado aportes a la teoría y práctica de métodos para resolver y refinar estructuras de macromoléculas y, ha educado a varias generaciones de investigadores en el empleo de estas técnicas.

## Premios y honores
En 1998, Dodson recibió el Premio Fankuchen Memorial, concedido por la Asociación Americana de Cristalografía, por la implementación de métodos computacionales en el campo de la cristalografía de macromoléculas y su labor de enseñanza en esta área. En 2006, la Asociación Europea de Cristalografía le otorgó el Premio Max Perutz, y en 2011 obtuvo el Premio Ewald por el desarrollo e implementación de herramientas para la determinación de la estructura de biomoléculas. Es Doctora Honoris Causa por las universidades de Universidad de Uppsala (2001) y St Andrews (2010) y miembro de la Real Sociedad de Londres desde 2003. En 2015, la Universidad de York le dio su nombre a una beca de investigación para científicos jóvenes (Eleanor Dodson Early Career Research Fellowship).